# Carlo Airoldi

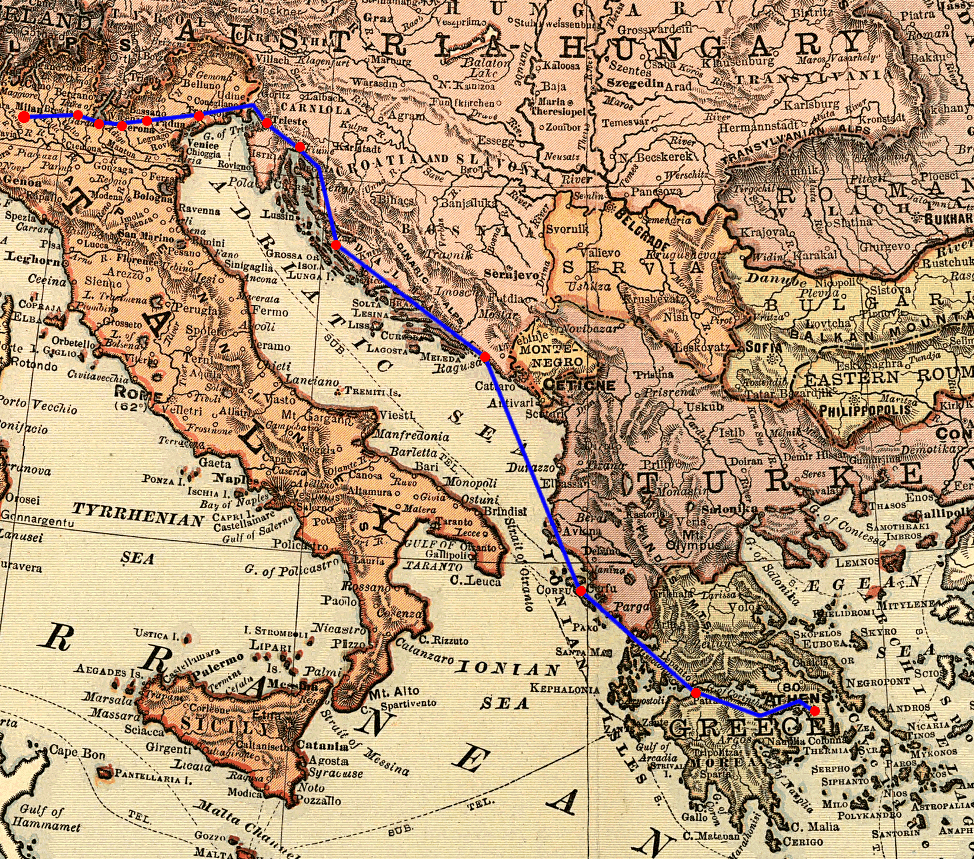
Mapa Airoldiho cesty

Carlo Airoldi (21. září 1869 Origgio – 18. června 1929 Milán) byl italský atlet, specialista na vytrvalostní běhy. Vyhrál závody Lecco-Milán, Curych-Baden a Milán-Turín, největším úspěchem jeho kariéry bylo v září 1895 vítězství v závodě Milán-Barcelona, který měřil 1050 km a skládal se ze dvanácti etap. Poté se rozhodl zúčastnit premiéry maratonu na olympiádě 1896. Protože neměl peníze na cestu, vydal se do Athén pěšky; jen z Dubrovníku do Patrasu se svezl lodí, neboť byl varován před špatnou bezpečnostní situací v Albánii (pracoval jako plavčík, aby nemusel platit za lodní lístek). Po osmadvaceti dnech dorazil do Athén a přihlásil se k závodu. Členové MOV mu však sdělili, že nesplňuje amatérský status, protože za vítězství v Barceloně přijal částku dvou tisíc peset, takže nemůže nastoupit. Po návratu do Itálie vyzval olympijského vítěze Spyridona Luise ke vzájemnému utkání, ale Řek odmítl. Airoldi se pokusil alespoň sólově překonat olympijský rekord 2 hodiny 58 minut 50 sekund, ale neuspěl a záhy ukončil sportovní kariéru.